# Rosa abyssinica
Rosa abyssinica (лат.) — вид растений, относящихся к роду Шиповник (Rosa) семейства Розовые (Rosaceae). Единственная роза, произрастающая в Африке.

## Ботаническое описание
Вечнозеленый кустарник, ползучий или вьющийся, иногда образующий небольшое дерево высотой от 0,5 до 7 метров. На стебле редко расположены шипы, которые слегка изогнуты и имеют широкое основание. Листья перистые и кожистые, состоят из трёх пар листочков плюс один на верхушке, каждый узкоовальный от 1 до 6 см длиной, заострённый, зубчатый по краю и сидящий на коротком стебле. Цветки на выраженных цветоножках, беловатые или бледно-жёлтые, ароматные, собраны в плотные соцветия по 3-20. Чашелистики длинные, узкие и опушенные, быстро опадают. 5 лепестков длиной около 2 см с закруглённым или квадратным кончиком. Плоды сначала зелёные, но позже созревают до оранжево-красных, около 2 см в длину, мясистые, съедобные, с семенами внутри.

## Распространение и экология
Вид распространён в Эфиопии, Эритрее, Йемене и в меньшей степени в Саудовской Аравии, Сомали и Судане. Встречается на Эфиопском нагорье и горах Йемена по обеим сторонам Баб-эль-Мандебский пролива.  Растения обычно образуют заросли в сухих вечнозелёных лесах, на окраинах, вырубках, среди других кустарников, в скалистых местах.
Европейцы впервые узнали о розе из трудов шотландского ботаника XIX века Роберта Броуна.

## Использование
Пищевое (плоды и цветы), лекарственное (плоды), садовое, декоративное. Rosa abyssinica иногда выращивается в качестве «живой изгороди» по периметру садов в деревнях.
Плоды Rosa abyssinica едят, в основном дети, и считается, что они снимают усталость или напряжение. Плоды едят птицы и бабуины (бабуины также едят цветы). В медицинских целях плоды употребляют в пищу как средство от глистов. Измельчённые листья используются в средствах от гепатита.